# Нейлия Танаки
Нейлия Тана́ки (лат. Neillia tanakae) — листопадный кустарник, вид рода Нейлия (Neillia) семейства Розовые (Rosaceae). В природе встречается только в Японии; культивируется во многих странах как декоративно-лиственное растение, при этом не дичает. В издании «Флора Восточной Европы» Рудольф Камелин написал про растение, что это «ценный декоративный кустарник».
Вид назван в честь японского чиновника и натуралиста Танаки Ёсио (1838—1916). Изначально, в 1873 году, таксон был помещён в род Neillia, но в 1878 году перемещён в род Stephanandra; в 2006 году род стефанандра был расформирован, все его виды были включены в состав нейлии, в связи с чем название Stephanandra tanakae (Стефана́ндра Тана́ки), под котором растение широко известно, по состоянию на 2024 год входит в синонимику вида.

## Распространение
Естественный ареал вида охватывает всего четыре японские префектуры, расположенные на острове Хонсю: Гумма, Канагава, Сидзуока и Яманаси. Растение является редким, встречается чаще всего в горах вдоль рек и ручьёв на высоте от 200 до 1300 м над уровнем моря.
Растение, хотя и культивируется во многих странах, практически не дичает.

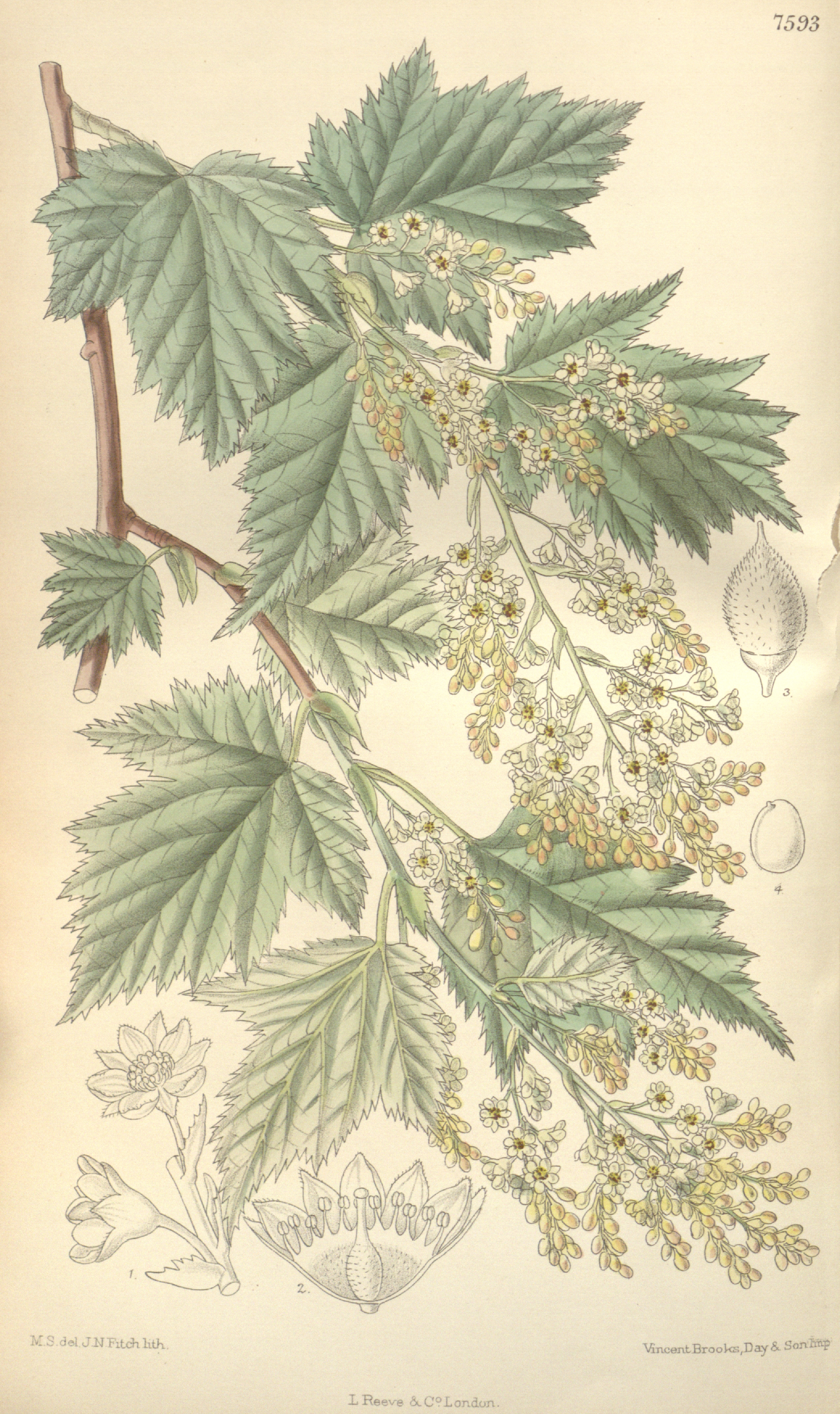
Нейлия Танаки (как Stephanandra tanakae). Ботаническая иллюстрация Матильды Смит и Джона Н. Фитча. Curtis’s Botanical Magazine, tab. 7593 (1898)

## Биологическое описание
Листопадный однодомный кустарник, достигающий в высоту двух (по другим данным — трёх) метров, с округлой раскидистой кроной. Ветви голые, гибкие, тонкие, дугообразно отклонённые, по сравнению с близкородственной нейлией надрезаннолистной (стефанандрой надрезаннолистной) они немного толще, при этом у нейлии Танаки, в отличие от последней, не наблюдается зигзагообразной изогнутости ветвей. Кора коричневая.
Древесина заболонная (то есть состоит только из заболони), розоватого цвета, с плохо различимыми годичными кольцами, но хорошо заметными сердцевинными лучами.
Листья очерёдные, с прилистниками и черешками. Прилистники яйцевидные, по краю пильчатые, длиной от 0,5 до 1,2 см. Черешки — слегка опушённые, длиной от 0,5 до 1,5 см. Листовые пластинки — со слегка сердцевидным основанием, яйцевидной или широкояйцевидной формы, светло-зелёные, длиной от 3 (по другим сведениям — от 5) до 9 см и шириной от 3,5 до 6 см, остропильчатым или дважды пильчатым краем; верхушка пластинок длинно заострена. Лопастей у листовой пластинки три либо пять, при этом нижняя пара лопастей — относительно широкая, отстоящая, длинно заострённая. Листовые пластинки нейлии Танаки отличаются от листовых пластинок нейлии надрезаннолистной своей длиной (у последней их длина составляет от 2 до 4 см), а также глубиной лопастей: у нейлии Танаки пластинки «слегка лопастные», у нейлии надрезаннолистной — глубоколопастные, а также числом жилок (у нейлии Танаки их 6—8 пар, у нейлии надрезаннолистной — от 4 до 6 пар). Сверху листовые пластинки голые, снизу — немного опушённые по жилкам. Молодые листья имеют розово-коричневую окраску, позже они становятся тёмно-зелёными, а осенью — жёлтыми и жёлто-коричневыми с оранжевыми, красными и фиолетовыми оттенками.

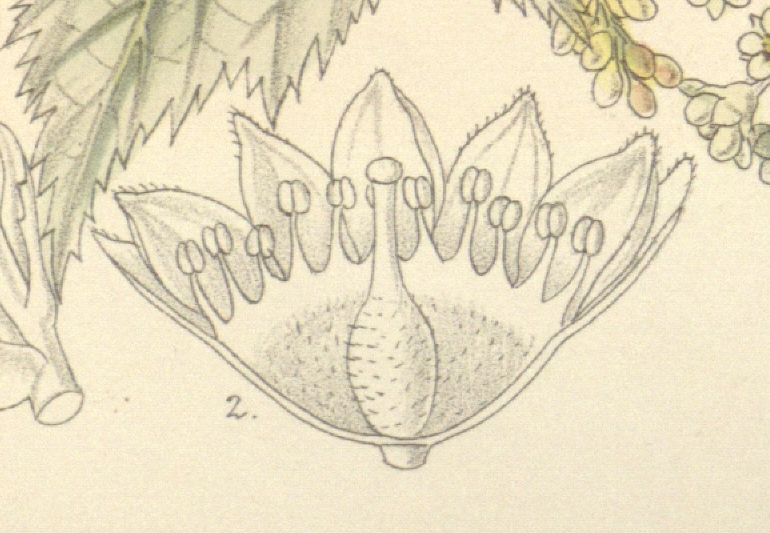
Нейлия Танаки (как Stephanandra tanakae), цветок в разрезе. Фрагмент ботанической иллюстрации. Curtis’s botanical magazine, tab. 7593 (1898)

Цветки обоеполые. Чашелистиков пять, их свободные части (зубцы) — остроконечные, яйцевидно-дельтовидной формы. Лепестков пять, белого цвета. Тычинок примерно двадцать (в отличие от нейлии надрезаннолистной, у которой десять тычинок), не выдающихся из венчика и остающиеся после опадения лепестков. Гипантий имеет колокольчатую форму. Завязь верхняя, апокарпная, с боковым стилодием. Диаметр цветков — немногим более 0,5 см.
Цветки собраны в рыхлые малоразветвлённые многоцветковые терминальные метёлки длиной от 5 до 10 см с голыми осями. Прицветники обычно длиннее цветоножек, продолговатой формы. У себя на родине, в Японии, цветёт в мае—июне. В других регионах может цвести с июня по июль), иногда цветёт в июле и августе.
Плод — листовка; открывается снизу по боковому шву. Семена гладкие, блестящие, с каменистым покровом, шаровидно-яйцевидной формы. Время плодоношения — сентябрь и октябрь.
Число хромосом: 2n = 18.

## Культивирование
В культуре — с 1893 года. Ценится за декоративность своей кроны и листьев. Особенно привлекательным растение становится осенью: обращают на себя внимание и яркая разноцветная листва (жёлтая, оранжевая, красная), и более заметное в этот период своеобразие его ветвления. Рекомендуется как для одиночных, так и групповых посадок на газонах, а также по краю опушек. Нейлия Танаки является более декоративным растением по сравнению с родственной нейлией надрезаннолистной — в том числе из-за более крупных цветков, более крупных соцветий и более разнообразной (по окраске) осенней листвы.

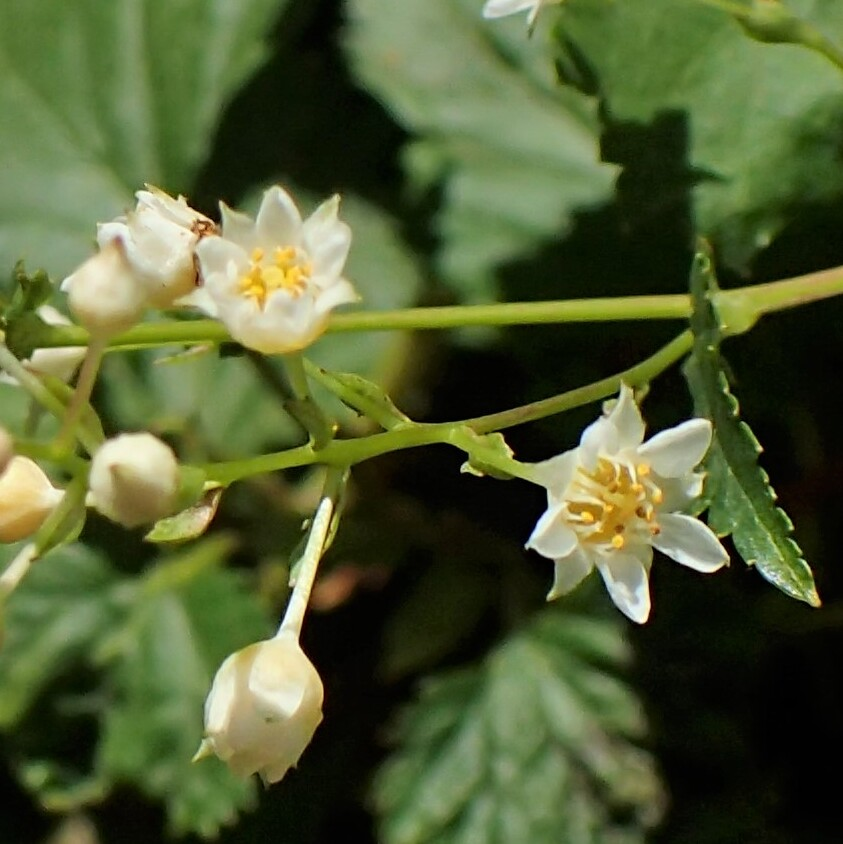
Нейлия Танаки, часть соцветия крупным планом. Арборетум в Войславицах, Польша

Используется в озеленении, выращивается в городских садах и парках во многих странах мира в Евразии и Северной Америке. Иногда культивируется около дорог, на улицах. В СССР вид применялся в озеленении от юга Средней Азии до Ленинграда на севере, при этом относительно Ленинграда отмечалось, что в местах, защищённых от ветра, растения даже здесь зимуют хорошо, достигают в высоту одного метра, а в некоторые годы цветут и плодоносят. В местах посадок растение обычно удерживается довольно долго, при этом регулярно давая зрелые семена, — в то же время почти не дичает.

### Агротехника
Растения при культивировании лучше всего развиваются на дренированных супесчаных почвах (по другим данным — на влажной плодородной суглинистой почве), на солнечных или немного затенённых участках. В культуре растение размножают семенами, черенками (которые берут летом), отводками и отпрысками, а также делением кустов. Семена перед посадкой требуют стратификации.
Растение является относительно морозостойким: может культивироваться в открытом грунте в зонах морозостойкости от 4 до 10.

## Таксономия и классификация
Первое действительное описание этого вида растений было опубликовано в 1873 году французскими ботаниками Адриеном Рене Франше и Полем Амеде Людовиком Саватье в первой части первого тома работы Enumeratio plantarum : in Japonia sponte crescentium… (с лат. — «Перечень дикорастущих растений Японии…») (на титульном листе первого тома указан 1875 года, однако фактически первая часть тома вышла двумя годами раньше). Они включили новый вид в род Neillia, который был установлен Дэвидом Доном ещё в 1825 году.

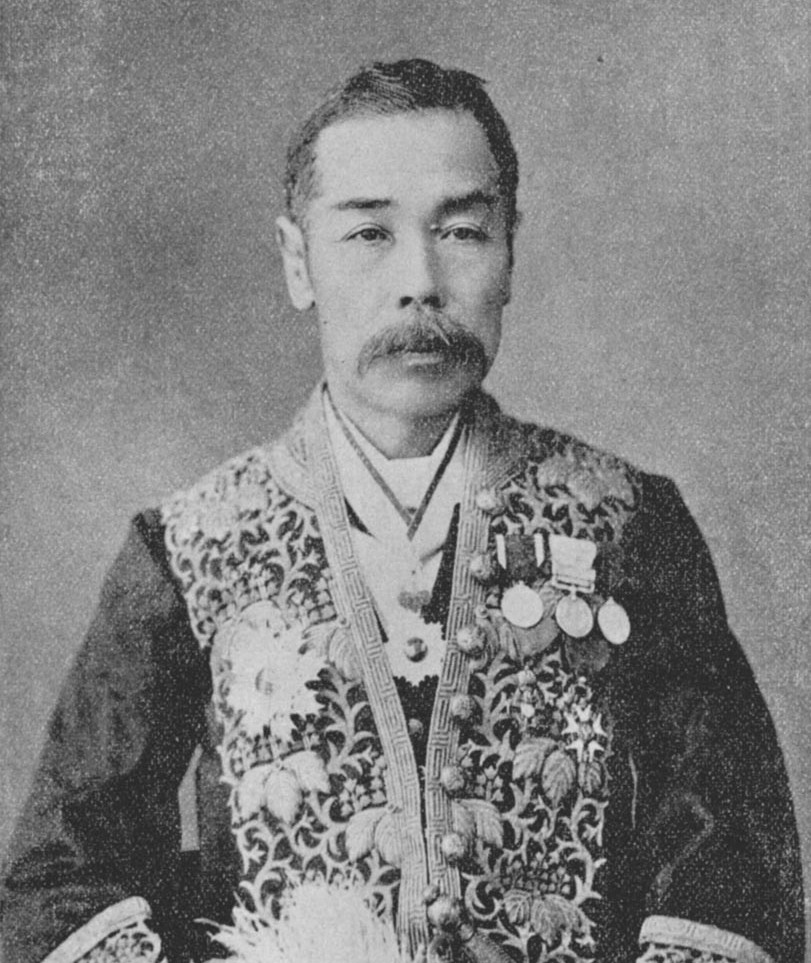
Танака Ёсио, в честь которого был назван вид. Фотопортрет, напечатанный в 1899 году (дата съёмки неизвестна)

Вид был назван в честь японского чиновника и натуралиста Танаки Ёсио (яп. 田中 芳男, 1838—1916) (в протологе написание видового эпитета приведено в форме Tanakœ). Как указано в предисловии к Enumeratio plantarum, «мистер Танака, молодой и пылкий ботаник», помимо растений, которые он передал, также «сообщил нам множество [местных] названий». Местные названия со ссылкой на Танаку указаны и в протологе нового вида нейлии: Yama doosin и Kana outsougi.
В 1878 году те же авторы во второй части второго тома того же издания реклассифицировали этот вид, включив его в род Stephanandra, впервые описанный Филиппом Зибольдом и Йозеф Цуккарини в 1843 году. После подробного латинского описания вида в протологе имеется краткое замечание на французском, в котором поясняется причина реклассификации: авторы пишут, что хотя у описываемого вида листья по своей форме напоминают листья таких видов нейлии, как Neillia thyrsiflora и Neillia rubiflora, цветки, однако, почти полностью идентичны таковым у вида Stephanandra flexuosa.
В 2006 году в журнале Novon (издание Ботанического сада Миссури, посвящённое вопросам ботанической номенклатуры) вышла статья американского ботаника О Сан Уна Neillia includes Stephanandra (Rosaceae) (с англ. — «О включении рода Стефанандра в род Нейлия»). Автор на основании данных молекулярно-генетического анализа включил все виды рода Stephanandra в род Neillia, при этом новым правильным названием вида Stephanandra tanakae вновь стало Neillia tanakae, как это и было в период с 1873 по 1878 год.
Наблюдается различный подход к указанию авторства современного названия вида: в некоторых источниках авторство указывается таким же, каким оно было у этого названия до публикации О Сан Уна 2006 года — Neillia tanakae Franch. & Sav. (1873), однако в других источниках факт возвращения таксона в род нейлия отмечается упоминанием этого ботаника в форме Neillia tanakae (Franch. & Sav.) Franch. & Sav. ex S.H.Oh (2006) либо Neillia tanakae Franch. & Sav. ex S.H.Oh (2006) — либо указывается только год, когда вид был заново включён в род Neillia: Neillia tanakae Franch. & Sav. (2006).
Neillia tanakae — один из 16 подтверждённых (по состоянию на конец 2023 года) видов рода Нейлия (Neillia), входящего в состав трибы Нейлиевые (Neillieae) подсемейства Сливовые (Amygdaloideae) семейства Розовые (Rosaceae).

### Синонимы
По информации базы данных Plants of the World Online  (на начало 2024 года), в синонимику вида входят следующие названия:
| Гомотипные синонимы - Opulaster tanakae (Franch. & Sav.) Kuntze (1891) - Physocarpus tanakae (Franch. & Sav.) Kuntze (1891) - Stephanandra tanakae (Franch. & Sav.) Franch. & Sav. (1878) = Stephanandra tanakae Franch. & Sav. (1878)basionym — Стефанандра Танаки | Гетеротипные синонимы - Neillia nakatsu-riparia (Hid.Takah.) S.H.Oh (2006) - Opulaster gracilis (Franch. & Sav.) Kuntze (1891) - Physocarpus gracilis (Franch. & Sav.) Kuntze (1891) - Stephanandra gracilis Franch. & Sav. (1878) - Stephanandra nakatsu-riparia Hid.Takah. (1991) |